# Julianne Moore
Julianne Moore, właśc. Julie Anne Smith Freundlich (ur. 3 grudnia 1960 w Fayetteville) – amerykańska aktorka i producentka filmowa. Laureatka wielu prestiżowych nagród, m.in. Pucharu Volpiego dla najlepszej aktorki za rolę w filmie Daleko od nieba (2002), Srebrnego Niedźwiedzia za rolę w Godzinach (2002), nagrody aktorskiej za rolę w Mapach gwiazd (2014) oraz Złotego Globu i Oscara dla najlepszej aktorki za rolę w Motylu Still Alice (2014).

## Życiorys

### Wczesne lata
Urodziła się w Fort Bragg w pobliżu Fayetteville w Karolinie Północnej, jest córką imigrantki ze Szkocji Anne Love, z zawodu pracownika socjalnego, i Petera Moore’a Smitha, prawnika wojskowego, sędziego i pilota helikoptera w armii USA. Ma młodszą siostrę Valerie i młodszego brata, pisarza Petera Moore’a Smitha III.
Ze względu na zawód ojca mieszkała w różnych miejscach na terenie Stanów Zjednoczonych i Niemczech. Ukończyła Jeb Stuart High School w Falls Church w stanie Wirginia i Frankfurt American High School we Frankfurcie (w 1979). Otrzymała licencjat w Wyższej Szkole Sztuk Pięknych na Uniwersytecie Bostońskim. Po ukończeniu studiów przeniosła się do Nowego Jorku.
W Nowym Jorku pracowała jako kelnerka.

### Kariera
Karierę aktorską rozpoczęła w 1983 rolą drugoplanową w operze mydlanej As the World Turns, za którą otrzymała Daytime Emmy Award w 1988. Na początku lat 90. zaczęła pojawiać się w drugoplanowych rolach filmowych, osiągając uznanie występami w kilku produkcjach niezależnych. Występ w Boogie Nights (1997) przyniósł jej rozgłos oraz nominacje do kilku najważniejszych nagród. Z powodzeniem kontynuowała karierę występując w filmach Magnolia czy Koniec romansu. Za role zdradzonej żony w obrazie Daleko od nieba i nieszczęśliwej w małżeństwie ciężarnej żony w dramacie Godziny otrzymała w tym samym roku dwie nominacje do Oscara. W 2009 nominowana była do Złotego Globu za drugoplanową rolę w filmie Samotny mężczyzna. W 2015 otrzymała Oscara dla najlepszej aktorki za rolę w filmie Motyl Still Alice.
Przewodniczyła jury konkursu głównego na 79. MFF w Wenecji (2022).

## Życie prywatne
Była dwukrotnie zamężna. Jej pierwszym mężem był John Gould Rubin (1986–1995), w 2003 poślubiła Barta Freundlicha, z którym ma dwoje dzieci.

## Filmografia

### Filmy fabularne
- 1986: As the World Turns: 30th Anniversary jako Franny
- 1989: Money, Power, Murder. jako Peggy Lynn Brady
- 1990: Opowieści z ciemnej strony (Tales from the Darkside: The Movie) jako Susan
- 1991: Do końca na pokładzie (The Last to Go) jako Marcy
- 1991: Zabójcze zaklęcie (Cast a Deadly Spell) jako Connie Stone
- 1992: Ręka nad kołyską (The Hand that Rocks the Cradle) jako Marlene Craven
- 1992: Betty Lou strzela (The Gun in Betty Lou's Handbag) jako Elinor
- 1993: Ścigany (The Fugitive) jako dr Anne Eastman
- 1993: Na skróty (Short Cuts) jako Marian Wyman
- 1993: Sidła miłości (Body of Evidence) jako Sharon Dulaney
- 1993: Benny i Joon (Benny & Joon) jako Ruthie
- 1994: Wania na 42 ulicy (Vanya on 42nd Street) jako Yelena
- 1995: Zabójcy (Assassins) jako Electra
- 1995: Safe jako Carol White
- 1995: Współlokatorzy (Roommates) jako Beth Holzcek
- 1995: Dziewięć miesięcy (Nine Months) jako Rebecca Taylor
- 1996: Picasso – twórca i niszczyciel (Surviving Picasso) jako Dora Maar
- 1997: Zaginiony świat: Jurassic Park[3] jako dr Sarah Harding
- 1997: Zjazd (The Myth of Fingerprints) jako Mia
- 1997: Boogie Nights jako Amber Waves
- 1998: Psychol (Psycho) jako Lila Crane
- 1998: Diabelna taksówka (Chicago Cab) jako Distraught Woman
- 1998: Big Lebowski (The Big Lebowski) jako Maude Lebowski
- 1999: Magnolia jako Linda Partridge
- 1999: Kto zabił ciotkę Cookie? (Cookie's Fortune) jako Cora Duvall
- 1999: Koniec romansu (The End of the Affair) jako Sarah Miles
- 1999: Idealny mąż (An Ideal Husband) jako pani Laura Cheveley
- 1999: Mapa świata (A Map of the World) jako Theresa Collins
- 2000: Not I jako Mówca / Usta
- 2000: Zalotnik w akcji (The Ladies Man) jako Audrey
- 2001: Światowy podróżnik (World Traveler) jako Dulcie
- 2001: Ewolucja (Evolution) jako Allison Reed
- 2001: Kroniki portowe (The Shipping News) jako Wavey Prowse
- 2001: Hannibal jako Clarice Starling
- 2002: Daleko od nieba (Far from Heaven) jako Cathy Whitaker
- 2002: Godziny (The Hours) jako Laura Brown
- 2004: Życie, którego nie było (The Forgotten) jako Telly Paretta
- 2004: Maria i Bruce (Marie and Bruce) jako Marie
- 2004: Pozew o miłość (Laws of Attraction) jako Audrey Miller
- 2005: Kwestia zaufania (Trust the Man) jako Rebecca
- 2005: The Prize Winner of Defiance, Ohio jako Evelyn Ryan
- 2006: Ludzkie dzieci (Children of Men) jako Julian Taylor
- 2006: Kolor zbrodni (Freedomland) jako Brenda Martin
- 2007: I’m Not There. Gdzie indziej jestem (I’m Not There) jako Alice Fabian
- 2007: Next jako agentka Callie Ferris
- 2007: Uwikłani (Savage Grace) jako Barbara Daly Baekeland
- 2008: Miasto ślepców (Blindness) jako żona lekarza
- 2008: Eagle Eye jako Aria (głos, niewymieniona w czołówce)
- 2009: The Ballad of G.I. Joe jako Scarlett
- 2009: Chloe jako Catherine Stewart
- 2009: Samotny mężczyzna (A Single Man) jako Charlotte „Charley”
- 2009: Prywatne życie Pippy Lee (The Private Lives of Pippa Lee) jako Kat
- 2010: Inkarnacja (Shelter) jako dr Cara Jessup
- 2010: Wszystko w porządku (The Kids Are All Right) jako Jules
- 2010: Elektra Luxx jako Dziewica Maryja (niewymieniona w czołówce)
- 2011: A Child’s Garden of Poetry (głos)
- 2011: Kocha, lubi, szanuje (Crazy, Stupid, Love) jako Emily Weaver
- 2011: Zmiana w grze (Game Change) jako Sarah Palin
- 2012: Być jak Flynn (Being Flynn) jako Jody Flynn
- 2012: O czym wiedziała Maisie (What Maisie Knew) jako Susanna
- 2013: Don Jon jako Esther
- 2013: Nauczycielka angielskiego (The English Teacher) jako Linda Sinclair
- 2013: Carrie jako Margaret White
- 2014: Non-Stop jako Jen Summers
- 2014: Motyl Still Alice (Still Alice) jako doktor Alice Howland
- 2014: Mapy gwiazd (Maps to the Stars) jako Havana Segrand
- 2014: Igrzyska śmierci: Kosogłos. Część 1 jako prezydent Alma Coin
- 2014: Siódmy syn (The Seventh Son) jako Mateczka Malkin
- 2015: Igrzyska śmierci: Kosogłos. Część 2  jako prezydent Alma Coin
- 2015: Plan Maggie (Maggie's Plan) jako Georgette
- 2015: Tytuł do praw (Freeheld) jako Laurel Hester
- 2017: Wonderstruck jako Lillian Mayhew / Starsza Rose
- 2017: Kingsman: Złoty krąg jako Poppy Adams
- 2017: Suburbicon jako Rose / Margaret
- 2018: Gloria Bell jako  Gloria
- 2018: Bel Canto jako Roxanne Coss
- 2019: After the Wedding jako Theresa
- 2020: The Glorias jako Gloria Steinem

### Seriale telewizyjne
- 1984: The Edge of Night jako Carmen Engler
- 1985-2010: As the World Turns jako Franny Hughes Crawford #6
- 1987: Tylko Manhattan (I'll Take Manhattan) jako India West
- 1990: B.L. Stryker jako Tina
- 2009−2013: Rockefeller Plaza 30 (30 Rock) jako Nancy Donovan

### Producent wykonawczy
- 2004: Maria i Bruce (Marie and Bruce)
- 2011: Hateship, Friendship, Courtship

## Nagrody
- Nagroda na MFF w Berlinie Najlepsza aktorka: 2003 Godziny
- Nagroda na MFF w Cannes Najlepsza aktorka: 2014 Mapy gwiazd
- Nagroda na MFF w Wenecji Najlepsza aktorka: 2002 Daleko od nieba
- Nagroda Gildii Aktorów Ekranowych Wybitny występ aktorki w roli pierwszoplanowej: 2014 Motyl Still Alice
- Złoty Glob
  - Najlepsza aktorka w filmie dramatycznym: 2014 Motyl Still Alice
  - Najlepsza aktorka w miniserialu lub filmie telewizyjnym: 2009 Zmiana w grze
- Nagroda Emmy Najlepsza aktorka w miniserialu lub filmie telewizyjnym: 2009 Zmiana w grze